# Chloroclystis hypodela
Chloroclystis hypodela är en fjärilsart som beskrevs av Louis Beethoven Prout 1926. Chloroclystis hypodela ingår i släktet Chloroclystis och familjen mätare. Inga underarter finns listade i Catalogue of Life.